# إبراهام كلاين
إبراهام كلاين (بالإنجليزية: Abraham Klein)‏ هو فيزيائي أمريكي، ولد في 10 يناير 1927 في بروكلين في الولايات المتحدة، وتوفي في 20 يونيو 2003 في داربي في الولايات المتحدة.